# Five More Minutes
«Five More Minutes» es una canción interpretada por el grupo estadounidense Jonas Brothers. Se lanzó el 15 de mayo de 2020, simultáneamente con «X».

## Antecedentes
Durante la 62a entrega de los Premios Grammy el 26 de enero de 2020, la banda abrió la premiación con la canción. El 12 de mayo de 2020, un día después de anunciar el lanzamiento de «X», anunciaron el lanzamiento de la canción para el 15 de mayo de 2020. Los sencillos «X» y «Five More Minutes» aparecieron en su gira documental llamado Happiness Continues: A Jonas Brothers Concert Film, que se estrenó en abril. Durante una entrevista con Insider, Kevin Jonas dijo que el nuevo tema «Creo que 'Five More Minutes' es una de mis canciones favoritas en este trabajo que tenemos [...] Fue escrito en nuestro campamento de escritura cuando nos fuimos en grupo con todos nuestros amigos y es simplemente fantástico».

## Recepción crítica
Stephen Daw de Billboard  comentó que el tema es un «una 'balada de amor armónico, donde el trío rogó a sus respectivas esposas a 'dame cinco minutos más con ustedes». Aletha Legaspi de Rolling Stone comentó que el tema muestra el lado más suave de la banda. El coro de la anhelante balada suplica por un ser querido.

## Presentaciones en vivo
Presentaron el sencillo por primera vez en vivo durante la 62a entrega de los Premios Grammy, junto con la canción «What a Man Gotta Do».

## Posicionamiento en listas
| Listas (2020)                       | Mejor posición |
| ----------------------------------- | -------------- |
| Canadá (Digital Song Sales)         | 29             |
| Hungría (Single Top 40)             | 34             |
| Nueva Zelanda Hot Singles (RMNZ)    | 20             |
| Estados Unidos (Digital Song Sales) | 14             |

## Historial de lanzamiento
| País   | Fecha              | Formato                     | Discográfica     | Ref    |
| ------ | ------------------ | --------------------------- | ---------------- | ------ |
| Varios | 15 de mayo de 2020 | Descarga digital, Streaming | Republic Records | [ 15 ] |